# Samara Ariena
Samara Ariena (ros. «Самара Арена»)  – stadion piłkarski w Samarze. Jest jednym z obiektów, na którym odbyły się mecze Mistrzostw Świata 2018.
Początkowo stadion miał powstać w południowej części miasta na jednej z rzecznych wysp wchodzących w obręb miasta. Jednak z powodu braku infrastruktury w tym rejonie i licznych głosach krytyki projekt zarzucono. Wybrano opcję budowy stadionu w północnej części miasta, a koncepcja projektowa zakłada zagospodarowanie w infrastrukturę biznesowo-sportową obszaru o powierzchni blisko 930 hektarów. Budowa rozpoczęła się w 2014 roku.
28 kwietnia 2018 stadion przekazano do użytkowania.
Na obiekcie tym swoje ligowe mecze rozgrywa drużyna Krylia Sowietow.